# Frende
Frende é uma povoação portuguesa sede da Freguesia de Frende do Município de Baião, freguesia com 2,9 km² de área e 580 habitantes (censo de 2021), tendo, por isso, uma densidade populacional de 200 hab./km².

## Demografia
A população registada nos censos foi:
| Distribuição da População por Grupos Etários | Distribuição da População por Grupos Etários | Distribuição da População por Grupos Etários | Distribuição da População por Grupos Etários | Distribuição da População por Grupos Etários |
| -------------------------------------------- | -------------------------------------------- | -------------------------------------------- | -------------------------------------------- | -------------------------------------------- |
| Ano                                          | 0-14 Anos                                    | 15-24 Anos                                   | 25-64 Anos                                   | > 65 Anos                                    |
| 2001                                         | 129                                          | 145                                          | 434                                          | 107                                          |
| 2011                                         | 80                                           | 76                                           | 386                                          | 114                                          |
| 2021                                         | 52                                           | 45                                           | 322                                          | 161                                          |

## Património
- Igreja Matriz de Frende
- Capela de São João